# Paime
Paime è un comune della Colombia facente parte del dipartimento di Cundinamarca.
Il centro abitato venne fondato da Alvaro Castrillon e Juan Garcia Duque nel 1617, mentre l'istituzione del comune è del 20 ottobre 1856.